# Aguilón
Aguilón là một đô thị ở tỉnh Zaragoza, Aragon, Tây Ban Nha. Theo điều tra dân số 2004 của Viện thống kê Tây Ban Nha (INE), đô thị này có dân số là 290 người. Diện tích đô thị này là 59 ki-lô-mét vuông. Đô thị này nằm ở độ cao 683 m trên mực nước biển, cách thủ phủ Zaragoza 55 km.